# L'oro di Napoli (film)
L'oro di Napoli è un film a episodi del 1954, diretto da Vittorio De Sica, tratto dall'omonima raccolta di racconti di Giuseppe Marotta.

## Trama
La pellicola è suddivisa in sei episodi complessivi ambientati a Napoli.

### Il guappo
(Tratto dal racconto Trent'anni, diconsi trenta per la vicenda, insieme ad Il guappo e Porta Capuana per l'attività dei due protagonisti).
Don Saverio Petrillo svolge la professione di "pazzariello" e da dieci anni la sua vita è un inferno. Infatti, il guappo, o meglio il capintesta del Rione Sanità, Don Carmine Javarone, in seguito alla morte della moglie, si è insediato a casa sua dettando legge a tutta la sua famiglia. Il momento della rivincita arriva quando al guappo, dopo un presunto infarto, viene consigliato di astenersi da fatiche ed emozioni, per riguardo del cuore. Saverio ne approfitta e lo caccia di casa, ostentando il gesto davanti a tutto il vicinato, sicuro che Don Carmine non possa nuocere più. La diagnosi però era sbagliata e non appena ne ha consapevolezza, Don Carmine ritorna in casa Petrillo per ottenere riparazione. Ma lì trova una famiglia compatta, pronta a tutto pur di non ricominciare la vita di umiliazioni di prima. E decide di andarsene volontariamente.

### Pizze a credito
(Dal racconto Gente nel vicolo e, per l'episodio nella casa del vedovo, da La morte a Napoli).
Sofia e suo marito Rosario gestiscono una pizzeria da asporto nel rione Materdei. Lei è bella e formosa, e i clienti frequentano il suo negozio anche per questo. Rosario è geloso e possessivo. Un giorno il costoso anello di fidanzamento che Sofia ha sempre portato scompare. Potrebbe essere caduto nella pasta della pizza mangiata dalla guardia notturna del quartiere o in quella di un frate o in quella consumata da un fresco vedovo, ma la verità è più amara: Sofia l'aveva lasciato dal giovane amante che, non senza imbarazzo, lo riporta alla donna fingendo di averlo trovato in una pizza. A Rosario non rimarrà che la conferma del tradimento, mentre Sofia senza vergogna passa tra la gente del quartiere a testa alta e ritorna alla vita di tutti i giorni, preparando le solite pizze fritte.

### Il funeralino
(Dal racconto La morte a Napoli).
Dopo la morte di un bambino, il corteo funebre organizzato dalla madre lo accompagna per l'ultima volta.

### I giocatori
(Dal racconto I giocatori).
Il Conte Prospero è un nobile napoletano soffocato dalla ricca e brutta moglie, che lo ha fatto interdire a causa del suo vizio del gioco. L'uomo cerca la sua rivincita in lunghe partite a carte con Gennarino, il figlio del portiere, un bambino di otto anni che continua a batterlo a scopa e contro il quale si gioca tutto, persino i suoi indumenti.

### Teresa
(Dal racconto Personaggi in busta chiusa).
Teresa è una prostituta originaria dei Castelli Romani, che un anonimo corteggiatore, giovane, bello e ricco, vuole sposare. Solo dopo la cerimonia Teresa scopre che il tutto è stato organizzato poiché l'uomo si sente in colpa per il suicidio di Lucia, una giovane spasimante non corrisposta. Sposando Teresa ed esponendosi al malevolo giudizio di tutti, il giovane si propone di scontare il suo peccato. Dapprima, Teresa reagisce con orgoglio: si sente umiliata, offesa, e se ne va dalla casa. Poi però, ritrovatasi sola, di notte, senza denaro e con la prospettiva di riprendere la vita di prima, scoppia in lacrime, disperata. Decide quindi di rimangiarsi l'orgoglio e di tornare sui suoi passi.

### Il professore
(Dal racconto Il professore e, riguardo ai "pernacchi", da Lo sberleffo).
Don Ersilio Miccio vende saggezza. Per pochi spiccioli dà consigli risolutivi a fidanzati gelosi, militari innamorati e parrocchiani in cerca di una frase a effetto. Ma il problema del quartiere è come punire lo spocchioso nobile del luogo: un "semplice" pernacchio risolverà il tutto.

## Produzione

### Sviluppo
Il film è tratto dalla raccolta omonima di racconti di Giuseppe Marotta e adattati per il cinema da Cesare Zavattini.

### Cast
Ogni episodio ha come interprete principale un nome di primissimo piano: Totò ne Il guappo, Eduardo De Filippo ne Il professore, Sophia Loren in Pizze a credito, Vittorio De Sica ne I giocatori e Silvana Mangano in Teresa. Dei sei episodi previsti, uno, Il funeralino, fu inizialmente escluso dal montaggio: alla base della scelta ci fu probabilmente il tono molto più drammatico di questo segmento, quasi del tutto privo di dialoghi. Nelle riedizioni successive l'episodio fu reintegrato.
È poco conosciuta la storia circa la partecipazione di Vittorio De Sica come protagonista dell'episodio I giocatori. Il grande regista - che più volte prese dalla strada gli attori e le comparse per i suoi film - offrì infatti il ruolo del conte Prospero all'avvocato penalista Alfredo Jelardi (Benevento 1890-1963) dopo averlo visto discutere una causa in tribunale a Napoli. Quando l'avvocato venne convocato da De Sica, in un grande albergo napoletano sul lungomare, si recò all'appuntamento accompagnato da tre suoi giovani nipoti. Ascoltò con attenzione la proposta circa il ruolo da interpretare, pur non avendo mai recitato né al cinema e né al teatro. Dopo aver a lungo meditato, l'avvocato Jelardi - che era stato allievo del grande Enrico De Nicola ed era molto noto a Napoli - decise però di rifiutare perché, disse, il ruolo del conte schiavo del gioco e ridotto in miseria rispecchiava, per troppi aspetti, la sua storia personale.
De Sica insistette a lungo affinché accettasse la parte, ma il penalista fu irremovibile. Il loro incontro finì con una stretta di mano e con una richiesta di De Sica alla quale Alfredo Jelardi acconsentì con una punta di orgoglio: il regista avrebbe interpretato personalmente quella parte ispirandosi a lui. Non è escluso però che il grande regista si sia ispirato a se stesso, essendo noto il suo debole per i tavoli da gioco, tipico di un PPTX. Ancor meno nota è la storia del suo giovane partner nello stesso episodio, Pierino Bilancione (nei titoli di coda erroneamente scritto Bilancioni): quell'esperienza fu la prima e l'ultima in campo cinematografico; morì a Napoli nel 2000 dopo una vita passata a fare il gelataio. La gelateria Bilancione, tuttora sita in via Posillipo, è conosciutissima e molto apprezzata da napoletani e turisti.
Nell'episodio del Guappo l'attrice Lianella Carell, che interpreta la moglie di Totò, è doppiata da Clara Bindi mentre il Guappo, interpretato da Pasquale Cennamo, è doppiato da Nino Bonanni.

## Distribuzione
Il film venne presentato in anteprima mondiale nel 1955, in concorso all'8º Festival di Cannes, e più di vent'anni dopo, nel 1977, al Toronto International Film Festival.
- Belgio: L'or de Naples, 21 ottobre 1955[4]
- Finlandia: Napolin kultaa, 8 giugno 1956[4]
- Francia: L'or de Naples, 13 agosto 1955[4]
- Italia: L'oro di Napoli, 3 dicembre 1954[4]
- Portogallo: O Ouro de Nápoles, 3 novembre 1955[4]
- Stati Uniti d'America: The Gold of Naples, 11 febbraio 1957[4]
- Svezia: Neapels guld, 5 dicembre 1955[4]

## Riconoscimenti
Il film fu poi selezionato tra i 100 film italiani da salvare.
- 1955 - Nastro d'argento
  - Miglior attrice protagonista a Silvana Mangano
  - Miglior attore protagonista a Paolo Stoppa